# Meister des Talheimer Altars

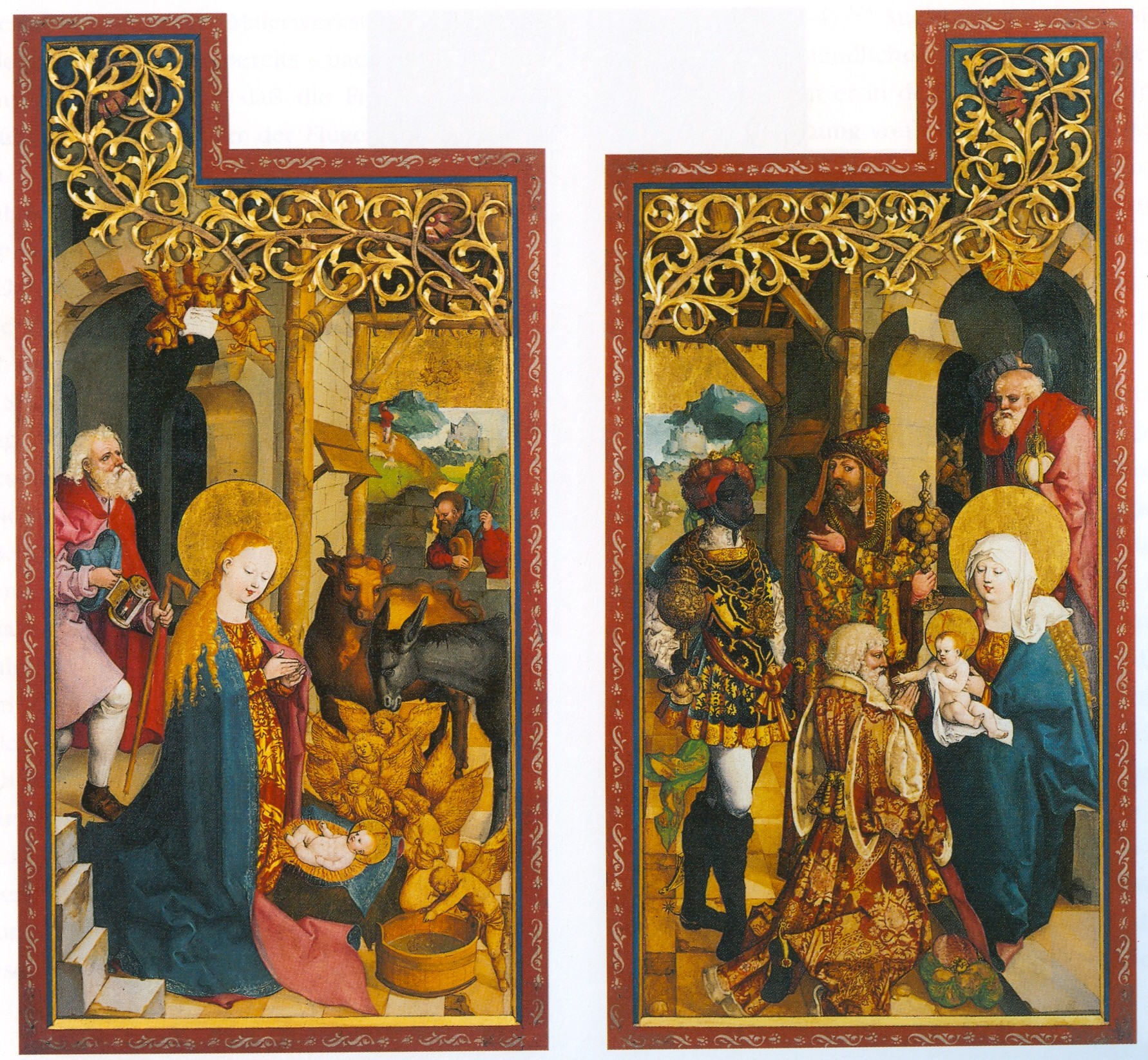
Meister des Talheimer Altars: Talheimer Retabel, offen; um 1518

Als Meister des Talheimer Altars (oder auch Meister der Talheimer Retabelflügel) wird der namentlich nicht bekannte Künstler bezeichnet, der um 1518 Bilder auf Flügel und Predella für einen Altar der Kirche in Talheim, einem Stadtteil von Mössingen, gemalt hat. Es war das Hochzeitsgeschenk der Eltern von Anna von Stetten, die mit dem ortsansässigen Eberhard von Karpfen verheiratet war. Der Altar befindet sich seit 1884 im Württembergischen Landesmuseum in Stuttgart (Inv.Nr. 1956-22). Vornehme Aura und handwerkliche Perfektion dieser Malerei machen das Talheimer Retabel zu einem Hauptwerk der spätgotischen Kunst in Südwestdeutschland.

## Motive des Talheimer Altars
Der Mittelteil des Talheimer Altars war wohl eine Schreinplastik von einem anonymen Ulmer Meister geschnitzt, vermutlich ein Marienrelief. Die vom Meister des Talheimer Altars dazu geschaffenen Bilder zeigen auf den Außenflügeln Verkündigung an Maria und Heimsuchung, auf den Innenflügeln Geburt Jesu und Anbetung der Könige. Die Predella zeigt Christus mit den zwölf Aposteln.

## Aspekte einer Interpretation
Die Verkündigungsszene des Talheimer Altars z. B. zeichnet sich durch eine „besonders anschauliche Schilderung der Ereignisse“ aus. Die Bilder des Altars waren in der Vorstellung des Volkes des ausgehenden Mittelalters dargestellt z. B. durch den im Wasser sein Spiegelbild betrachtenden Mensch im Bild der Geburt, „wahrhaftiges“ Abbild, eine Spiegelung eines göttlichen und himmlischen Geschehens, eine Vorstellung, die Malstil und Perspektivenwahl des Meister des Altares gekonnt erfassen und in künstlerischer Perfektion und Vision diesen Glauben der Zeit vor der Reformation darstellen.

## Identifizierung
Die Bilder des Talheimer Altars waren ehemals dem Meister von Meßkirch zugeschrieben, bis eine eigenständige Malweise anerkannt wurde. Eventuell waren am Altar mehrere Ulmer Künstler beteiligt, vielleicht unter der Werkstattleitung des Bildschnitzers Niklaus Weckmann.